# Thuidium haplohymenium
Thuidium haplohymenium là một loài Rêu trong họ Thuidiaceae. Loài này được (Harv. & Hook. f.) A. Jaeger miêu tả khoa học đầu tiên năm 1878.